# Страбан Тауншип (округ Адамс, Пенсільванія)
Страбан Тауншип (англ. Straban Township) — селище (англ. township) в США, в окрузі Адамс штату Пенсільванія. Населення — 4851 особа (2020).

## Демографія
Згідно з переписом 2010 року, у селищі мешкало 4928 осіб у 1744 домогосподарствах у складі 1244 родин. Було 1871 помешкання
Расовий склад населення:
| - 92,8 % — білих - 2,1 % — чорних або афроамериканців - 1,0 % — азіатів - 0,1 % — вихідців з тихоокеанських островів - 0,1 % — корінних американців - 3,0 % — осіб інших рас |

До двох чи більше рас належало 1,0 %. Частка іспаномовних становила 6,2 % від усіх жителів.
За віковим діапазоном населення розподілялося таким чином: 19,3 % — особи молодші 18 років, 59,7 % — особи у віці 18—64 років, 21,0 % — особи у віці 65 років та старші. Медіана віку мешканця становила 44,8 року. На 100 осіб жіночої статі у селищі припадало 100,5 чоловіків;  на 100 жінок у віці від 18 років та старших — 100,8 чоловіків також старших 18 років.
Середній дохід на одне домашнє господарство  становив 68 068 доларів США (медіана — 59 286), а середній дохід на одну сім'ю — 79 524 долари (медіана — 67 458). Медіана доходів становила 48 780 доларів для чоловіків та 38 454 долари для жінок. За межею бідності перебувало 10,7 % осіб, у тому числі 20,0 % дітей у віці до 18 років та 5,2 % осіб у віці 65 років та старших.
Цивільне працевлаштоване населення становило 2183 особи. Основні галузі зайнятості: освіта, охорона здоров'я та соціальна допомога — 20,3 %, виробництво — 20,2 %, мистецтво, розваги та відпочинок — 9,5 %, роздрібна торгівля — 9,3 %.